# Risål
Risål (Monopterus albus) är en fiskart som först beskrevs av Zuiew, 1793.  Risål ingår i släktet Monopterus och familjen Synbranchidae. IUCN kategoriserar arten globalt som livskraftig. Inga underarter finns listade i Catalogue of Life.